# Marillavölgy
Marillavölgy (Marilla, románul: Marila, németül: Marillathal) klimatikus gyógyhely Romániában, a Bánságban, Krassó-Szörény megyében.

## Fekvése
Az Aninai-hegységben, 820 méteres tengerszint feletti magasságban, Oravicabánya központjától 10, Anina központjától 9 km-re, az Oravica forrása mellett fekszik.

## Története
1849 májusában a marillai fennsíkon veszített csatát Asbóth Lajos csapata Fiesler császári kapitány ellen.
A fürdőhelyet 1872-ben Moritz Hoffenreich kezdte el kiépíteni. Klímájának és vastartalmú vizének köszönhetően 1878-tól kedvelt pihenőhellyé vált. 1880-ban épült föl tbc-szanatóriuma és az ezt követő évtizedekben park, több szálloda és villa is létesült. 1893-ban megépült az út a telep és Oravica között. Ugyanezen évben az oravicai Aurel Maniu közjegyző és Franz Sittner építész Kneipp-rendszerű gyógyfürdőt alakított ki.
1918-ban a frontról hazatérő katonák a szállodákat kifosztották.
1936 és 1943 között 500 férőhelyes tbc-szanatórium épült. Ezt a szocializmus évtizedeiben az állami egészségügy használta.

## Népessége
2002-ben 70 fő lakta, közülük 68 volt román nemzetiségű és 64 ortodox vallású.

## Látnivalók
- A szanatórium állaga mára rendkívül leromlott, 2006-ban tűz is pusztította. Körülötte park.
- Zsinitti-vízesés.

## Híres emberek
- Az 1880-as évek közepén itt gyógyíttatta tüdőbaját Iványi Ödön író.